# Arthrobotrys vermicola
Arthrobotrys vermicola är en svampart som först beskrevs av R.C. Cooke & Satchuth., och fick sitt nu gällande namn av Rifai 1968. Arthrobotrys vermicola ingår i släktet Arthrobotrys och familjen vaxskålar.   Inga underarter finns listade i Catalogue of Life.